# Niki Hendriks
Niki Hendriks (né le 6 septembre 1992 à Prato) est un joueur italien de volley-ball. Il mesure 1,97 m et joue attaquant.

## Biographie
Il est né en Italie de parents hollandais.

## Clubs
| Club             | De        | À         |
| ---------------- | --------- | --------- |
| Argos Volley     | 2012-2013 | 2012-2013 |
| Pallavolo Modène | 2013-2014 | ...       |

## Palmarès
Néant.